# Erich Deuser

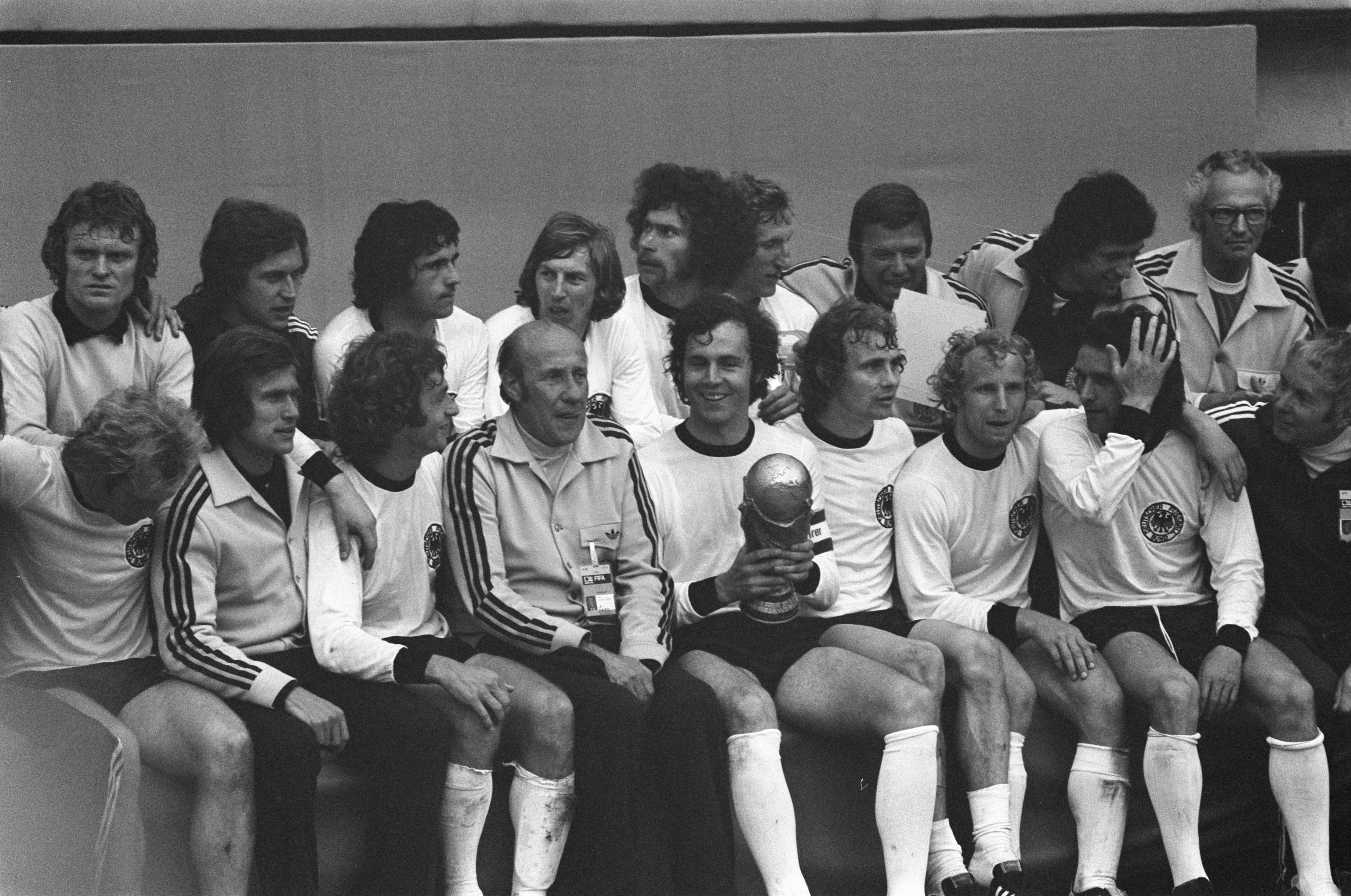
Erich Deuser (rechts, untere Reihe) mit der deutschen Nationalmannschaft nach dem Gewinn der Weltmeisterschaft 1974 in München

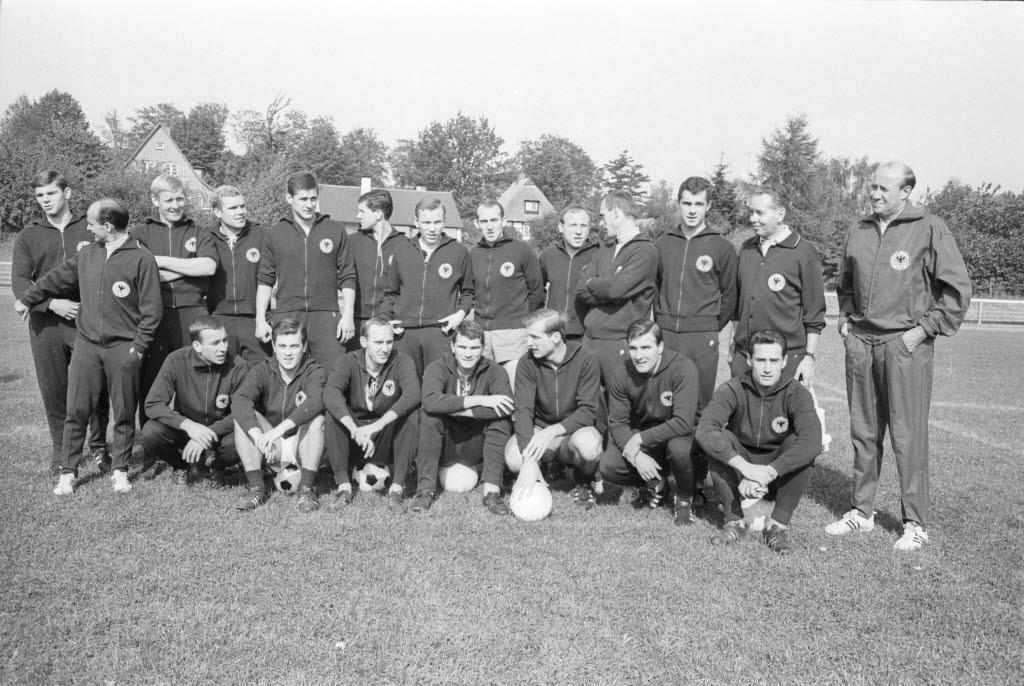
Erich Deuser (2. v. rechts, obere Reihe) mit der deutschen Nationalmannschaft beim Trainingslager in der Sportschule Malente (1965)

Erich Deuser (* 2. Juli 1910 in Düsseldorf; † 29. Juni 1993 ebenda) war ein deutscher Physiotherapeut.

## Werdegang
Deuser erwarb 1931 sein Staatsdiplom als Masseur. In dieser Funktion arbeitete er zunächst bei Fortuna Düsseldorf. 1951 holte ihn Sepp Herberger zur deutschen Fußballnationalmannschaft, für die er bis 1982 tätig war. Daneben betreute er bei den Olympischen Spielen von 1952 bis 1976 Sportler verschiedener Verbände. Bei der Weltmeisterschaftsendrunde 1970 ging Deuser in die WM-Geschichte ein, als er als erster (und einziger bei der WM 1970) die zu diesem Turnier neu eingeführte Rote Karte für einen Feldverweis sah, da er im Spiel der deutschen Nationalelf gegen Peru ohne Erlaubnis des Schiedsrichters zu einer Verletzungsbehandlung auf das Spielfeld gelaufen war.
Zwischen 1968 und 1979 leitete Deuser – nachdem er von 1963 bis 1968 eine feste Lehrtätigkeit ausübte – immer wieder Lehrgänge zur Sportphysiotherapie im In- und Ausland. Auch seine Bücher fanden in anderen Ländern Verbreitung. Es erschienen zudem einige hundert Aufsätze und sportwissenschaftliche Abhandlungen in Zeitschriften und Zeitungen.
Deuser gehörte zu den Pionieren beim Einsatz elastischer Bänder im Training und in der Rehabilitation. Nach ihm wurde das von dem Hildesheimer Fabrikanten Heinrich Deike entwickelte und unter der Patentschrift Nr. 1949617 patentierte Deuser-Band benannt. Zudem verfasste er zahlreiche Bücher zu Gesundheitsthemen. In Köln ist eine Straße nach ihm benannt.

## Ehrungen
- 1974: Bundesverdienstkreuz 1. Klasse[5]

## Buchveröffentlichungen
- Schnell wieder fit. Die Deuser-Fibel für gesunde und verletzte Sportler. Bintz-Dohany, Frankfurt am Main 1962.
- Gesundheit ohne Spritzen und Tabletten. Verlag für Gesundheit und Hygiene, Memmingen 1970.
- Das japanische Massagestäbchen. Methode und Erfahrungen. Fitness Vertrieb, Olpe 1971.
- Die Gesundheit des Sportlers. Vom Freizeit- bis zum Leistungssport. Econ-Verlag, Düsseldorf/Wien 1977, ISBN 3-430-12067-5.
- Deusers Gesundheitsfibel. Ein Econ-Ratgeber. Econ-Verlag, Düsseldorf/Wien 1978, ISBN 3-430-12066-7.
- Attraktiv und gesund durch natürliche Körperpflege. Econ-Verlag, Düsseldorf/Wien 1981, ISBN 3-430-12062-4.